# SŽD-Baureihe ПТ-4
|  | Dieser Artikel wurde aufgrund von akuten inhaltlichen oder formalen Mängeln auf der Qualitätssicherungsseite des Portals Bahn eingetragen. Bitte hilf mit, die Mängel dieses Artikels zu beseitigen, und beteilige dich bitte an der Diskussion. Artikel, die nicht signifikant verbessert werden, können gelöscht werden. |

Die SŽD-Baureihe ПТ-4 ist eine schmalspurige Dampflokomotive für 750 mm Spurweite, die nach dem Zweiten Weltkrieg von Finnland als Reparationsleistung an die UdSSR geliefert wurde.

## Geschichte
Nach dem Krieg waren auf dem Gebiet der UdSSR dringend neue Industrie-Dampflokomotiven nötig. Infolgedessen wurden die Fabriken der Länder Polen, Finnland, Ungarn und Tschechoslowakei von der UdSSR damit beauftragt, neue Standardloks des Typs 0-4-0 mit dreiachsigem Tender, 750 mm Spurbreite und vier Tonnen Achslast herzustellen. Als Vorbild für die neue Konstruktion diente die Vorkriegslok Baureihe П24 des Werks Kolomna. Von 1946 bis 1952 lieferte Finnland insgesamt 564 Maschinen des Typs ПТ-4 an industrielle Schmalspurbahnen der UdSSR. 20 weitere Loks wurden Finnland unter der Baureihenbezeichnung Kf4 abgekauft.

## Weiterentwicklung in China
Auf Basis der russischen ПТ-4 entstand in China ab 1958 die C2. Insgesamt wurden etwa 825 Exemplare in China gebaut. Zu den Produzenten gehörten Harbin und Shijiazhuang.

## Technische Merkmale
Sie besitzen die Achsfolge D und eine Achslast von vier Tonnen. Ausgerüstet sind sie mit einem dreiachsigen Tender, der zwei Tonnen Kohle und 5,2 m³ Wasser fasst. Das Zwei-Zylinder-Triebwerk ist für eine Höchstgeschwindigkeit von 35 km/h zugelassen. Die Dienstmasse der Lok beträgt 16 Tonnen.